# Giampaolo Morelli
Giampaolo Morelli (né  à Naples le 25 novembre 1974 ) est un acteur, réalisateur et scénariste Italien.  Il est particulièrement connu pour son travail à la télévision. Parmi ses rôles figure le personnage principal de la série L'ispettore Coliandro. 

## Filmographie partielle
- 2005 :  L'uomo perfetto de	Luca Lucini
- 2010 :  Le Premier qui l'a dit (Mine vaganti) de Ferzan Özpetek .
- 2016 :  Nemiche per la pelle de Luca Lucini
- 2017 : Ammore e malavita de Marco et Antonio Manetti
- 2018 :  Une famille italienne  (A casa tutti bene) de  Gabriele Muccino
- 2022 : Falla girare (The last joint) : Giampaolo Morelli
- 2024 : Falla girare 2 (Offline) : Giampaolo Morelli